# 데포르테스 이키케
데포르테스 이키케(Deportes Iquique)는 칠레에 위치한 이키케를 연고로 하는 축구팀이다. 이 팀은 1978년에 창단하였다.

## 선수 명단

### 현역
- 알바로 라모스(2008 ~ 2012, 2016 ~ 2017, 2020 ~ 2021, 2022 ~ )
- 에드손 푸치(2012 ~ 2013, 2022 ~ )
- 한스 살리나스(2017 ~ )